# Anchinothria tosaensis
Anchinothria tosaensis är en ringmaskart som beskrevs av Imajima 1999. Anchinothria tosaensis ingår i släktet Anchinothria och familjen Onuphidae. Inga underarter finns listade i Catalogue of Life.